# Anatolij Konev
Anatolij Konstantinovitj Konev russisk: Анатолий Константинович Конев (født 10. januar 1921 i Moskva, død 9. november 1965 smst.) var en sovjetisk basketballspiller, som deltog i OL 1952 i Helsinki.

## Basketballkarriere
Konev spillede for CSKA Moskva, og han var med på det sovjetiske landshold, der blev europamestre i 1947 og 1951. Han var også med på landsholdet ved OL 1952, hvor han var med til at vinde den indledende pulje, mens de i gruppen i anden runde blev besejret af USA, men stadig blev nummer to. De spillede derfor semifinale, som de vandt snævert over Uruguay, og dermed var de i finalen. Her stod de igen over for USA, og her havde Sovjetunionen held til at holde scoren nede, men USA var i den sidste ende bedst og sejrede med cifrene 36-25. Konev spillede alle otte kampe ved legene og scorede 41 point.
Konev var også med til at blive europamester med Sovjetunionen i 1953 og vinde EM-bronze i 1955.

## OL-medaljer
- 1952  Helsinki –  Sølv i basketball  URS